# Dodge Super Bee
El Dodge Super Bee es un automóvil deportivo muscle car de edición limitada, producido por el fabricante estadounidense Dodge, división de Chrysler, a partir de 1968 hasta 1971. Fue resucitado para 2007, 2008, 2009, 2012 y 2013 con los modelos Dodge Charger Super Bee.
La primera y la segunda generación estaban basados en el cupé de la plataforma B, designación de carrocería pertinente para autos medianos de Chrysler, incluyendo el Plymouth Road Runner y el Charger y, por ende, el nombre Super «B». Fue un modelo muy llamativo a finales de la década de 1960, de 1970 y a comienzos del siglo XXI.
A pesar de que ya no se producen más ejemplares, se le sigue recordando como una leyenda viva en el mundo de los automóviles, especialmente de los muscle car.

## Primera generación

### 1968-1969

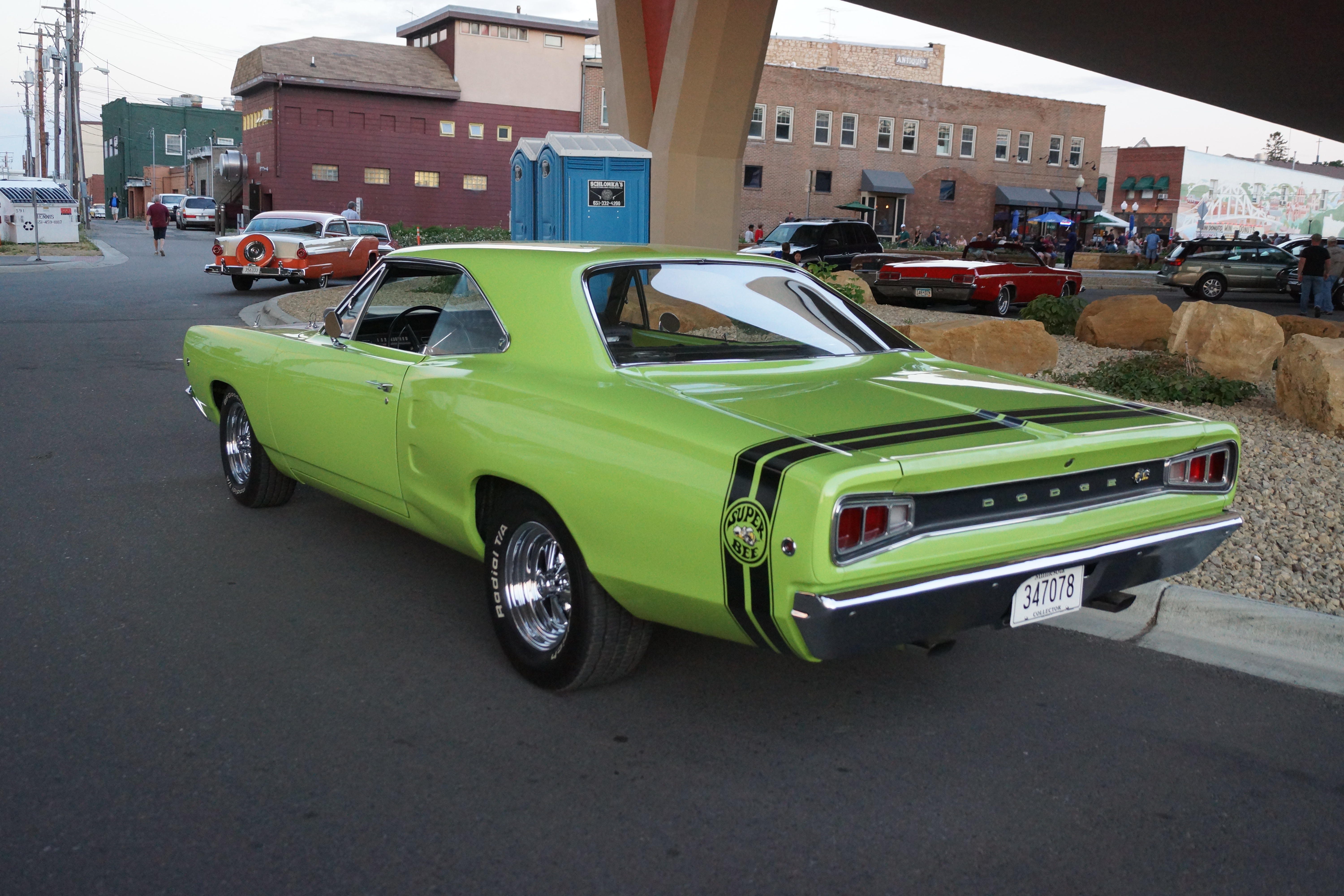
Vista trasera 3/4 del modelo 1968.

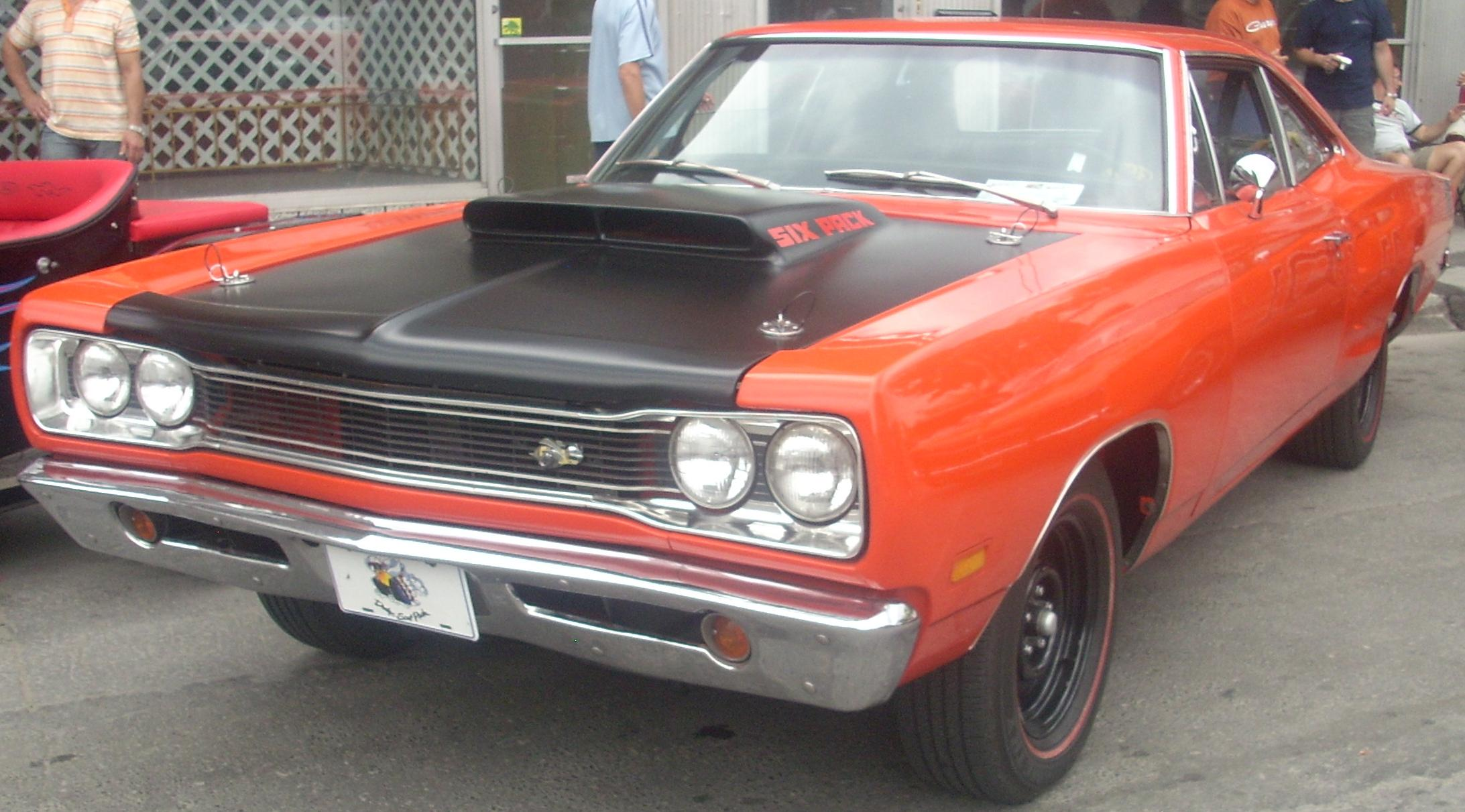
Modelo 1969 circulando por el paseo marítimo en 2010.

El Super Bee original se basó en el diseño del Dodge Coronet que era un coupé de dos puertas, ya que estos fueron automóviles con poderosos motores V8, por lo que Dodge los consideró adecuados para utilizar la marca deportiva de muscle cars «Super Bee». Era un muscle car de bajo precio de la empresa y "primo" del Road Runner. El nombre de "Super Bee" se deriva de la plataforma "B"-body, el cual le daba Chrysler a los autos de tamaño medio.
Cuando la división de Plymouth presentó primero el Road Runner y se vendió bien, entonces Dodge también quiso poner en su camino a un competidor, ya que durante ese tiempo ambas divisiones estaban compitiendo para convertirse en la "Chrysler Performance Division" (División de Desempeño de Chrysler), por lo que se juntaron los diseñadores de la marca e hicieron un concurso para elegir el nombre que le pondrían. El ganador fue el diseñado en jefe Harvey J. Winn, quien propuso el nombre y diseñó el logotipo Dodge "Scat Pack" Bee medallion, con una abeja que parece tener neumáticos en lugar de las patas tradicionales, casco y antiparras. Este nombre y logotipo ganaron aceptación en Dodge y fue estrenado en el Salón del Automóvil de Detroit en 1968 y producido hasta 1971. El primer Super Bee se basó en un descapotable Coronet de 1968.
Aunque los dos coches son muy similares en apariencia externa, el Super Bee fue ligeramente más pesado en aproximadamente 29 kg (63,9 libras) y rodaba con una distancia entre ejes de 3 m (118,1 pulgadas), en comparación con la del Road Runner de 2,9 m (114,2 pulgadas). Además de las ligeras diferencias estéticas exteriores, tales como las grandes aberturas de las ruedas traseras, la banda de abeja trasera, el elegante arreglo de las calaveras y parrilla, también utilizaba medallones cromados con el “Bee” (abeja), los cuales estando en tres dimensiones se montaron en lugares destacados como en las áreas de la parrilla y cofre, así como en la cajuela y calaveras a lo largo de los tres primeros años de producción, añadiendo un toque de clase y estilo.
Para el interior tomó prestado los indicadores y arreglo del panel de instrumentos deportivo y sofisticado del Charger, mientras que las versiones con transmisión manual de cuatro velocidades recibieron una real palanca de cambios Hurst Competition-Plus, en comparación con la económica Inland instalada en el Road Runner. Todas estas sutilezas incrementaban al precio de compra del Super Bee en comparación con su primo Plymouth.
El Super Bee, como casi todos los muscle cars de Chrysler de la época, estaba disponible con el motor Hemi, aunque esta opción aumentó el precio en un 33% y solamente 125 unidades fueron vendidas. El modelo 1968 solamente se fabricó como coupé de dos puertas y dos opciones de motor: la básica Magnum de 383 plg³ (6,3 litros) con 335 HP (340 CV; 250 kW); y el Hemi de 426 plg³ (7 litros) con 425 HP (431 CV; 317 kW) SAE net (nominales). También incluía una suspensión Heavy-duty, una transmisión manual Mopar A-833 opcional de cuatro velocidades y neumáticos de alto rendimiento. Por fuera, una raya con el logotipo de la abeja se envolvía alrededor de la zaga.
Una versión hardtop se unió al coupé para 1969 y un cofre “twin-scooped” (capucha gemela) estaba disponible y se hizo famoso como el "Ramcharger". Esta opción en particular se codificó como "N-96" y fue la contraparte de la versión del cofre "Coyote Duster" del Road Runner. Las tomas de aíre del Super Bee con "Ramcharger" apuntan hacia el frente de manera más eficiente que las “twin vents” del Road Runner, que estaban en posición plana sobre el cofre, no forzando el aire a entrar al carburador como en el Super Bee.
Una versión de motor de 440 plg³ (7,2 litros) "Six-pack" (tres carburadores Holley de dos bocas) se agregó a la lista a mitad de año, la cual se acomodó al centro del motor estándar y el Hemi como una opción. El modelo 1969 dio a los clientes de Chrysler varios motores a elegir: la básica Magnum 383, el 440 Six-Pack de alto rendimiento y el Hemi 426. El Magnum 440 con 4 bocas no era una opción disponible y se reservó para el Coronet R/T.

### Super Bee A12

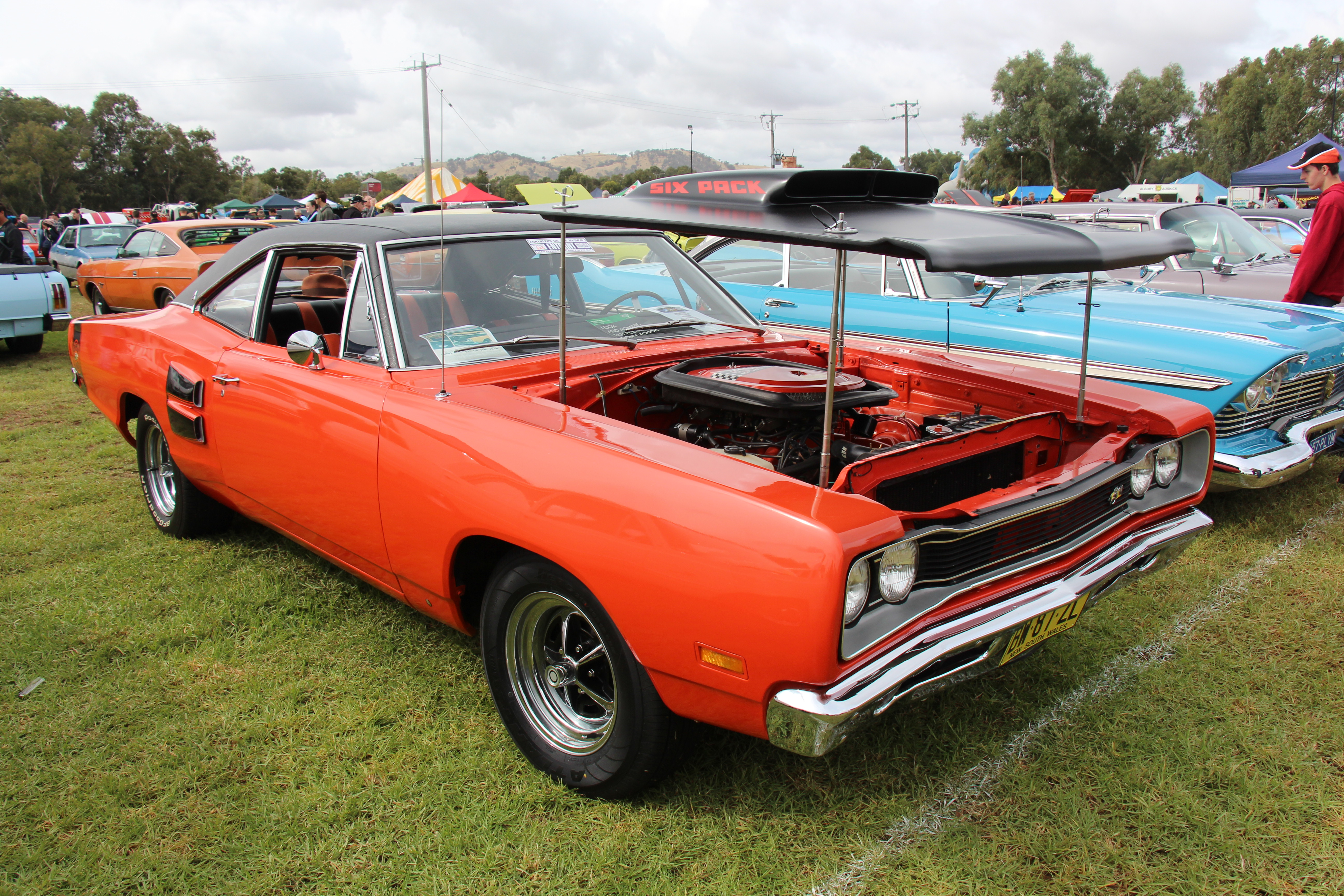
Super Bee A12 de 1969 con el cofre desplegado.

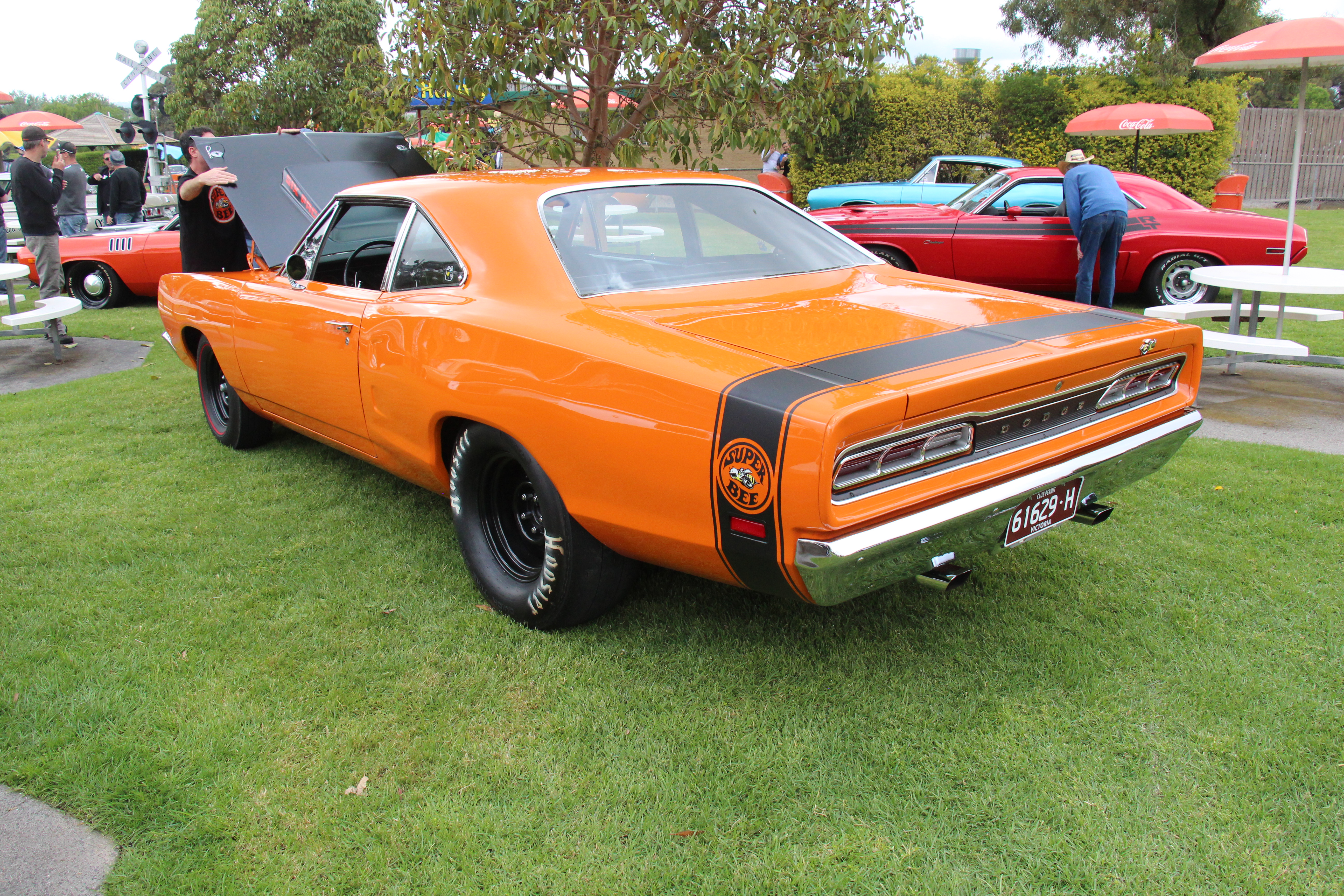
Vista trasera.

La opción A12 nació en febrero de 1969: un modelo de mitad de año que era la combinación perfecta de potencia relativamente asequible con un coche económico, por lo que se le conocía como modelo 1969 ½. El componente más importante de esta opción fue la disponibilidad instantánea del motor de 440 plg³ (7,2 litros) que reemplazó al estándar 383 plg³ (6,3 litros) del Coronet. A diferencia de la variante de 375 HP (380 CV; 280 kW) con cuatro bocas del Coronet R/T, los ingenieros tomaron el mismo bloque y lo remataron con la introducción del múltiple de admisión de aluminio Edelbrock con capacidad para tres carburadores Holley de dos bocas de la serie-2300. Esta misma configuración se trasladó a los modelos de principios de 1970.
En condiciones normales de conducción, solamente se utilizaba el motor de dos bocas central de 350 pies cúbicos por minuto (9,9 m³/min). Sin embargo, al pisar el acelerador, las dos bocas fuera de borda de 500 pies cúbicos por minuto (14,2 m³/min) proporcionaron la potencia adicional. Un sistema de articulación especialmente diseñado aseguró que todos trabajaran juntos en consecuencia. El arreglo, apodado el "Six Pack" ("6-Barrel" en Plymouth), fue señalado por calcomanías en el cofre. Oculto a la vista había un árbol de levas de "cono bajo", un juego completo de bielas "Heavy-duty" (de servicio pesado) Magnafluxed, válvula de vástago cromada y resortes de válvula Heavy-duty. Cada pistón también tenía anillos rellenos de molibdeno y fue diseñado para crear una relación de compresión de 10,5:1. Un distribuidor de doble interruptor y un radiador Heavy-duty de 26 pulgadas (66,0 cm) también formaban parte del paquete. En conjunto, estos retoques trajeron un mejor rendimiento y durabilidad en el motor y con 390 HP (395 CV; 291 kW) y 490 lb·pie (664 N·m) de par máximo, había mucha potencia.
Según los anuncios de la época, el A12 solamente estaba disponible en cuatro colores exteriores de alto impacto: rojo brillante, verde brillante, amarillo brillante o naranja Hemi, aunque desde entonces la historia ha demostrado que no es inusual encontrar uno con pintura de fábrica con otros colores. También se podía pedir opcionalmente con techo de vinilo.
Con respecto al interior, los asientos tipo banco revestidos de vinilo estándar, podrían haberse cambiado por baquets. El color de la carrocería influyó en el color interior, de acuerdo con los catálogos de la fábrica. Las versiones automáticas y equipadas con cuatro velocidades llegaron de la línea de ensamblaje en forma de cambio de columna y cambio de piso, respectivamente. El cambio de consola para cualquiera de los dos era una opción válida.
Nunca se ofreció el A12 en carrocería descapotable, dejando a los clientes con la opción de coupé de dos puertas o techo rígido. Susceptible a daños, el cofre de fibra de vidrio negro plano despegable y su enorme toma de aire, es la característica más destacada.

### 1970

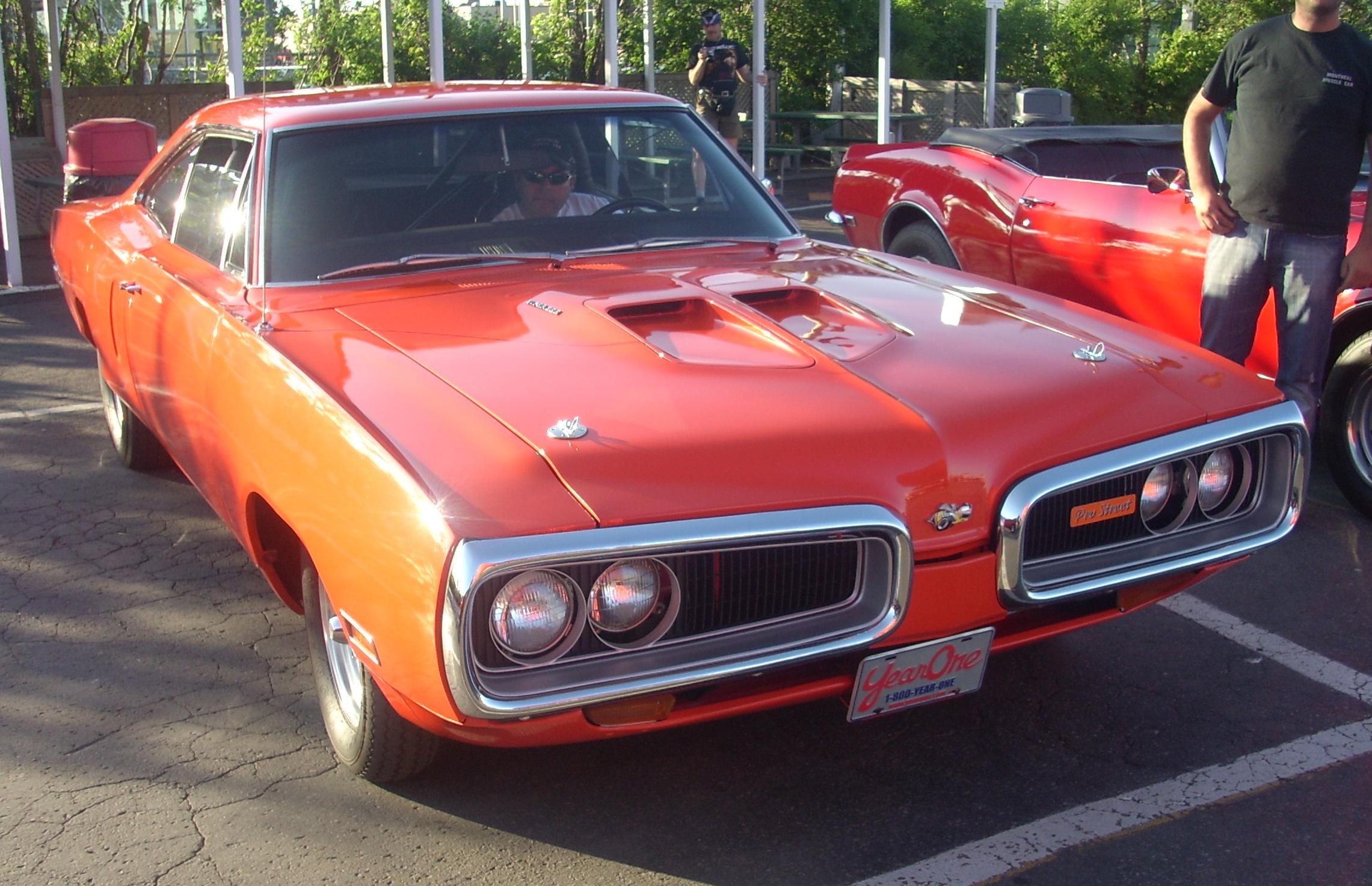
Modelo 1970.

Para 1970 recibió un rediseño estético y se le dio un nuevo aspecto frontal que consistía en un nuevo parachoques delantero de dos aros que relaciones públicas de Dodge llamó "Bumble Bee Wings" (alas de abejorro). Este nuevo estilo desalentó a muchos compradores y las ventas se desplomaron en el año, pero irónicamente este cambio de diseño en particular es lo que lo hace más popular en la actualidad. A pesar del nuevo estilo, las opciones del motor y el cofre "Ramcharger" prorrogados de 1969, los modelos 1970 tenían muchas opciones nuevas y mejoradas. Según rumores, la cantidad de autos de concepto y para exhibición producidos por Chrysler en la época de los muscle cars, incluida la producción de cuatro descapotables de concepto Super Bee, cuyo paradero es desconocido.

### Producción
| Años  | Magnum 383 | 440 Six-Pack | 426 Hemi | Total |
| ----- | ---------- | ------------ | -------- | ----- |
| 1968  | 7719       |              | 125      | 7844  |
| 1969  | 27634      | 1907         | 166      | 27800 |
| 1970  |            | 1268         | 42       | 15506 |
| Total |            |              |          | 51150 |

### Motores
| Años      | Código de motor    | Cilindrada       | Diámetro x carrera                | Carburador                   | Relación de compresión | Potencia máxima                    | Par máximo                      |
| --------- | ------------------ | ---------------- | --------------------------------- | ---------------------------- | ---------------------- | ---------------------------------- | ------------------------------- |
| 1968-1970 | B-series Magnum    | 383 plg³ (6,3 L) | 4,25 x 3,375 plg (108 x 85,7 mm)  | Carter BBD de 4 bocas        | 10.0:1                 | 335 HP (340 CV; 250 kW) @ 5000 rpm | 425 lb·pie (576 N·m) @ 3400 rpm |
| 1968-1970 | Hemi               | 426 plg³ (7 L)   | 4,25 x 3,75 plg (108 x 95,3 mm)   | Dobles Carter AFB de 4 bocas | 10.25:1                | 425 HP (431 CV; 317 kW) @ 5000 rpm | 490 lb·pie (664 N·m) @ 4000 rpm |
| 1968-1970 | RB-series Six-Pack | 440 plg³ (7,2 L) | 4,32 x 3,75 plg (109,7 x 95,3 mm) | Triples Holley de 2 bocas    | 10.1:1                 | 390 HP (395 CV; 291 kW) @ 4700 rpm | 490 lb·pie (664 N·m) @ 3600 rpm |

## Segunda generación

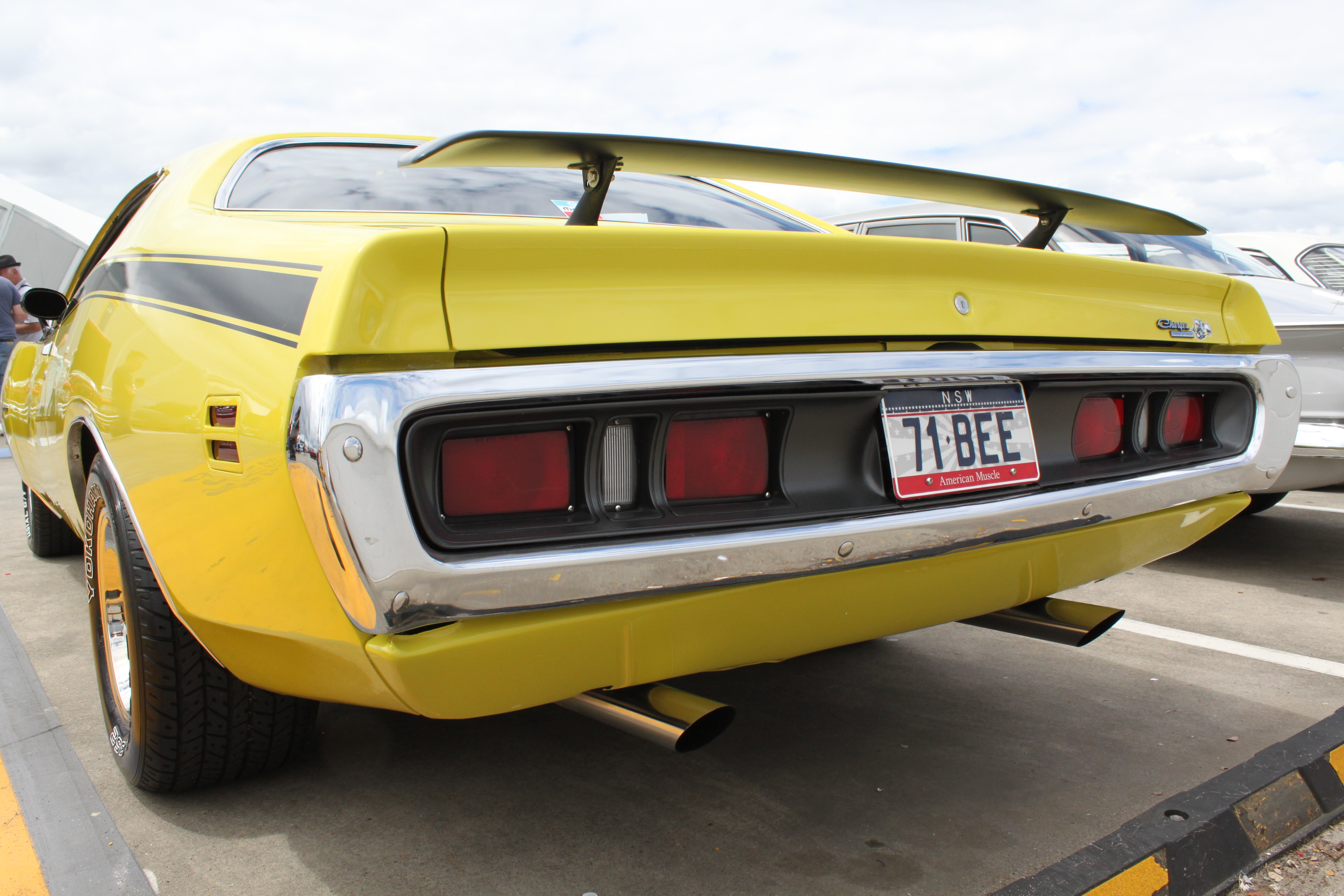
Vista trasera en el All American Car Show de Castle Hill (Nueva Gales del Sur), en enero de 2016.

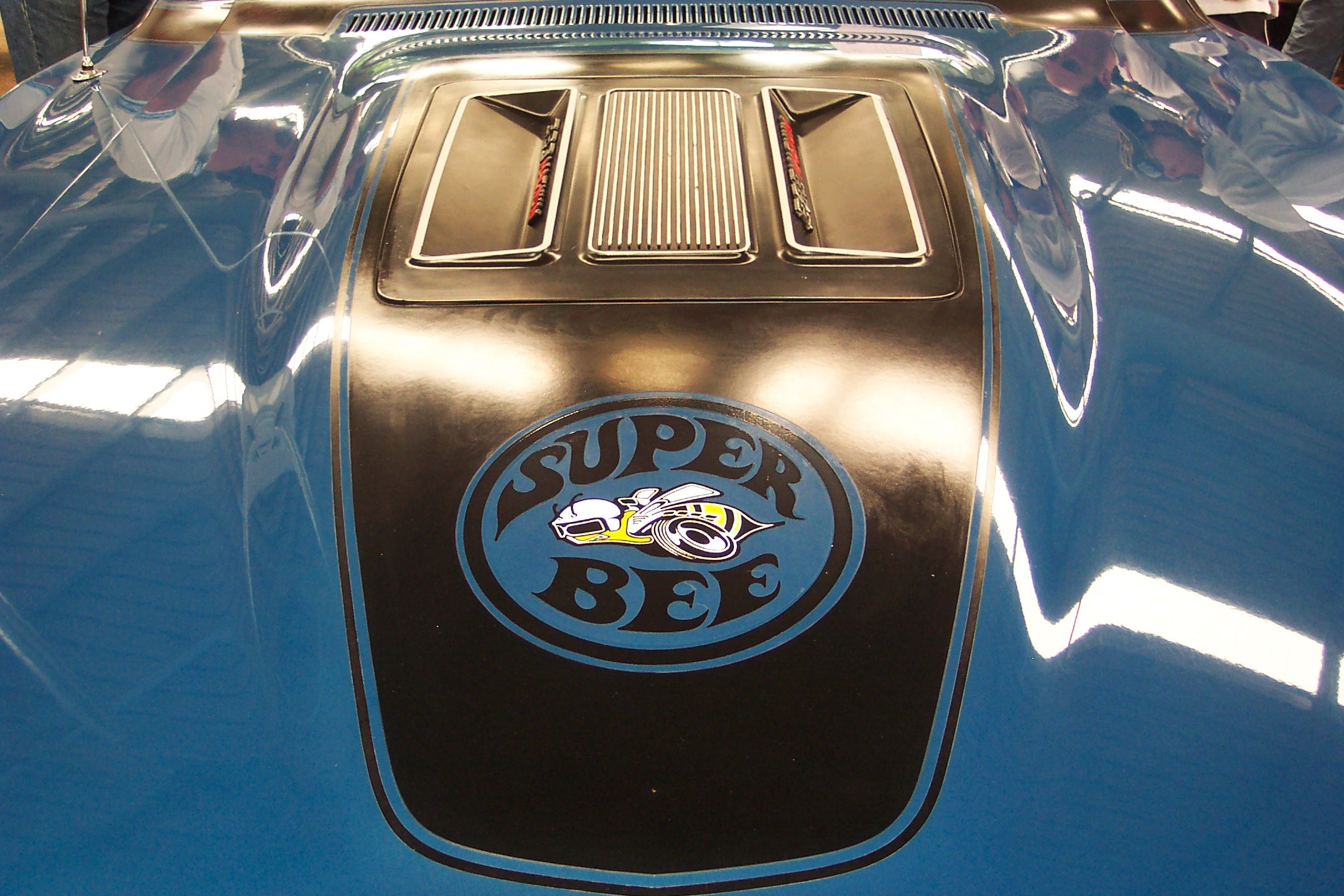
Logotipo de la abeja con ruedas y antiparras en el cofre.

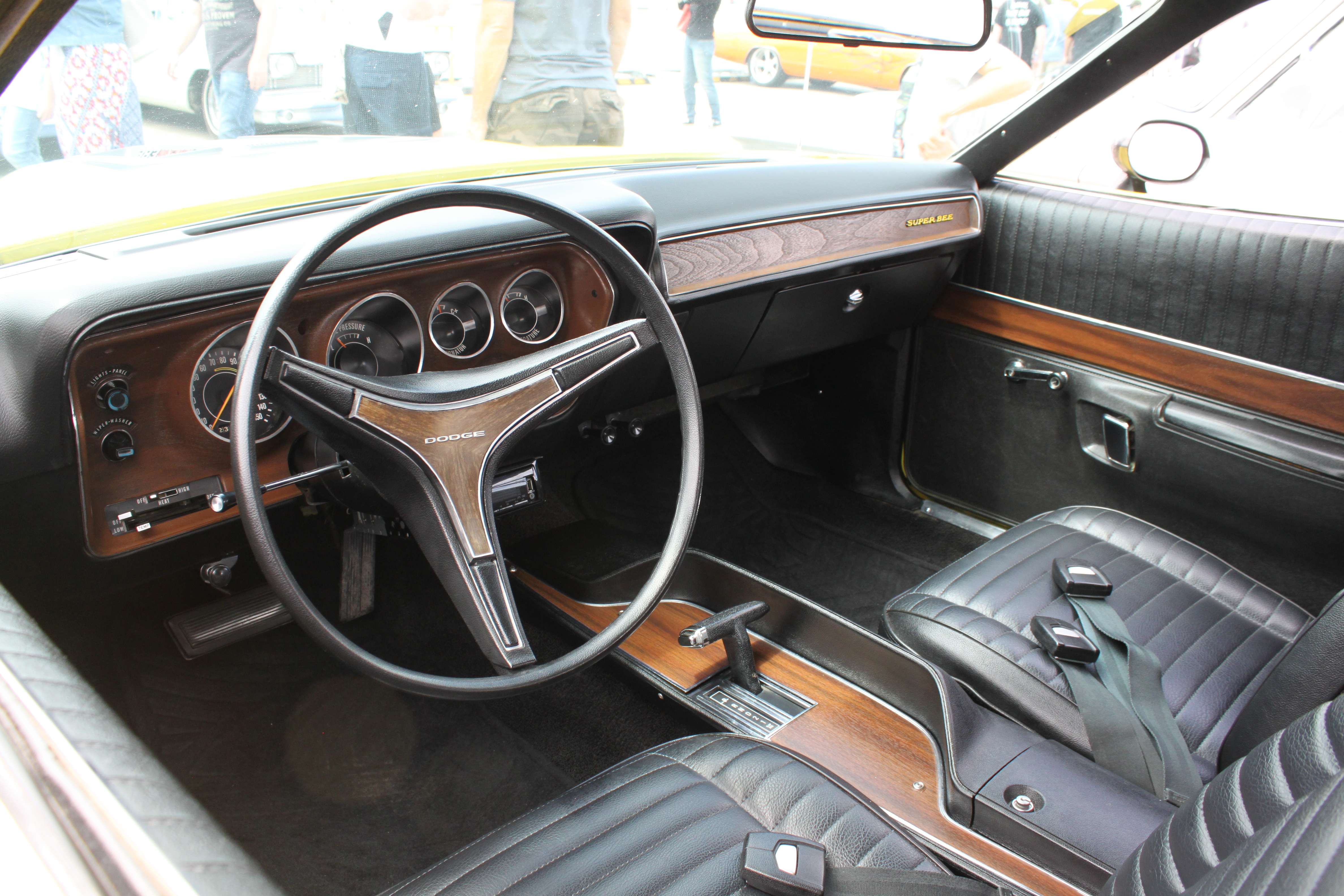
Habitáculo interior.

Ya que el Coronet de 1971 solamente estaba disponible en versiones sedán y familiar, el modelo fue trasladado a la plataforma utilizada por el Charger, que además incluyó un V8 Magnum de 383 plg³ (6,3 litros) con un carburador de cuatro bocas y 300 HP (304 CV; 224 kW). Dado que ya existía una versión R/T de alto rendimiento del Charger, el Super Bee fue promovido como el modelo de bajo costo en la línea, vendiéndose a US$ 3271. Se produjeron cerca de 5054 unidades y solamente 22 incluían el motor HEMI, nueve con cuatro velocidades y trece con la caja automática TorqueFlite.
El apodo se descontinuó hasta que regresó para el modelo 2007, que era un Charger SRT-8. Para el año 1971, fue el primero y único en que estuvo disponible en el coche un motor de bloque pequeño de 340 plg³ (5,6 litros) con 4 bocas. A pesar de que el Magnum 440 con 4 bocas no era una opción disponible en el modelo 1971, en ese año se construyeron 26 unidades.
Entre algunas de sus características más destacables estaban:
- Capucha oscurecida que incluía una calcomanía grande y redonda con las letras "Super Bee" en mayúsculas.
- En el interior tenía un banco delantero, o bien, cubos opcionales.
- Parachoques dividido y de color opcional.
- Alerones delanteros y traseros opcionales.
- Ventanas laterales sin ventilación.
- Limpiaparabrisas ocultos.
- Techo semifastback.
- Motor V8 Magnum de 383 plg³ (6,3 litros) con un carburador de cuatro bocas.
- Suspensión reforzada.
- Disponible también con motor de 440 plg³ (7,2 litros) Six Pack y 426 plg³ (7 litros) Hemi, seguían siendo a opción del cliente.[14]

Aunque se veía más largo que antes, en realidad era más corto por unas cuantas pulgadas. El modelo 1971 seguía representando un paquete a bajo costo de alto desempeño con un precio por debajo de los US$ 3000. El 383 Magnum con un carburador de cuatro bocas que producía 300 HP (304 CV; 224 kW) (35 HP (26,1 kW) menos que el año anterior debido al decremento de potencia), era el motor estándar y estaba equipado con una transmisión de tres velocidades con palanca al piso, cofre con capucha abultada eléctrica oscurecida y calcomanías de la abeja.
De todos los Super Bee producidos desde 1969 hasta 1971, el Charger Super Bee era el de más baja producción en total, con menos de 4500 unidades. Ese fue el último año para los verdaderos coches de alto desempeño, debido a que todos los motores de alto desempeño fueron dados de baja en 1972.
En 1971, cuando Chrysler rediseñó radicalmente los autos B-Body, el famoso nombre de Super Bee apareció en el nuevo y elegante Charger.
Todos los motores disponibles en 1970 se ofrecieron nuevamente en 1971, aunque con algunas disminuciones. Por ejemplo, el motor V8 estándar de 383 plg³ (6,3 litros) con 335 HP (340 CV; 250 kW) se redujo a 300 HP (304 CV; 224 kW). El paquete incluía un bulto en el cofre con acabado negro y se podía ordenar una toma de aire opcional Ramcharger accionada por vacío. El sistema de inducción de aire Ram se denominó "Air Grabber" en la marca de Plymouth. El Super Bee también incluyó suspensión de servicio pesado, neumáticos F70x14 pulgadas (35,6 cm), bandas deportivas de cinta y un interior del Charger 500. La instrumentación Rallye era estándar en el Super Bee e incluía dos medidores de caras grandes y dos unidades de caras más pequeñas que estaban inclinadas hacia el conductor. El velocímetro marcaba 150 mph (241 km/h).
Hubo algunos cambios bajo el cofre: los motores opcionales incluían uno de 440 plg³ (7,2 litros) con carburador de cuatro bocas, el legendario 440 Six Pack con tres Holley de dos bocas y 1971 sería el último y único año para el 426 Hemi de calle con 425 HP (431 CV; 317 kW) que se ofrecía en la tercera generación del Charger.
Este fue el año de presentación del nuevo diseño de carrocería con un parachoques delantero cromado envolvente. Las opciones con el motor HEMI incluían una capucha en el cofre tipo "Ramcharger" que era controlada con una leva desde el tablero, un spoiler trasero y faros frontales ocultos.
Para el año final del 426 Hemi, Chrysler también empezó a publicar la potencia neta junto con los números brutos tradicionales usados por la industria durante años. Esos 425 HP (431 CV; 317 kW) brutos se traducían a 350 HP (355 CV; 261 kW) netos, mientras que el par máximo de 490 a 390 lb·pie (664 a 529 N·m).
Otras opciones incluían:
- Super Track Pak con diferencial Dana de 9,75 pulgadas (24,8 cm) de agarre seguro en el eje trasero con una relación final de 4,10:1.
- Ventilador de accionamiento de torsión de siete hojas.
- Radiador de alto desempeño de 26 pulgadas (66,0 cm).
- Frenos de disco de potencia.
- Distribuidor de doble interruptor.
- Dirección por recirculación de bolas hidráulica.
- Llantas de acero estampado F70 en neumáticos Goodyear Polyglas de medidas 14 x 6 pulgadas (35,6 x 15,2 cm).

Además, estaba equipado con una suspensión con brazos de control superior e inferior, barra de torsión longitudinal, puntales de torsión, amortiguadores telescópicos, barra estabilizadora; y en la parte trasera con eje rígido desigual semielíptico y ballestas longitudinales.
Según una prueba de Motor Trend en diciembre de 1970 de un modelo equipado con un motor 426 Hemi y transmisión automática TorqueFlite 727 de tres velocidades, aceleraba de 0 a 60 mph (97 km/h) en 5,7 segundos y el 1/4 de milla (402 m) en 13,73 segundos a 104 mph (167 km/h).

### Motores
| Código de motor    | Cilindrada       | Diámetro x carrera                | Carburador                   | Relación de compresión | Potencia máxima (SAE brutos)       | Par máximo (SAE brutos)         |
| ------------------ | ---------------- | --------------------------------- | ---------------------------- | ---------------------- | ---------------------------------- | ------------------------------- |
| LA-series          | 340 plg³ (5,6 L) | 4,04 x 3,31 plg (102,6 x 84,1 mm) | Carter de 4 bocas            | 10.5:1                 | 275 HP (279 CV; 205 kW) @ 5000 rpm | 340 lb·pie (461 N·m) @ 3200 rpm |
| B-series Magnum    | 383 plg³ (6,3 L) | 4,25 x 3,375 plg (108 x 85,7 mm)  | Carter BBD de 4 bocas        | 8.7:1                  | 300 HP (304 CV; 224 kW) @ 4800 rpm | 409 lb·pie (555 N·m) @ 3400 rpm |
| RB-series Six Pack | 440 plg³ (7,2 L) | 4,32 x 3,75 plg (109,7 x 95,3 mm) | Triples Holley de dos bocas  | 10.5:1                 | 385 HP (390 CV; 287 kW) @ 4700 rpm | 490 lb·pie (664 N·m) @ 3200 rpm |
| Hemi               | 426 plg³ (7 L)   | 4,25 x 3,75 plg (108 x 95,3 mm)   | Dobles Carter AFB de 4 bocas | 10.28:1                | 425 HP (431 CV; 317 kW) @ 5000 rpm | 490 lb·pie (664 N·m) @ 4000 rpm |

## Valiant Super Bee (México)

### Primera generación

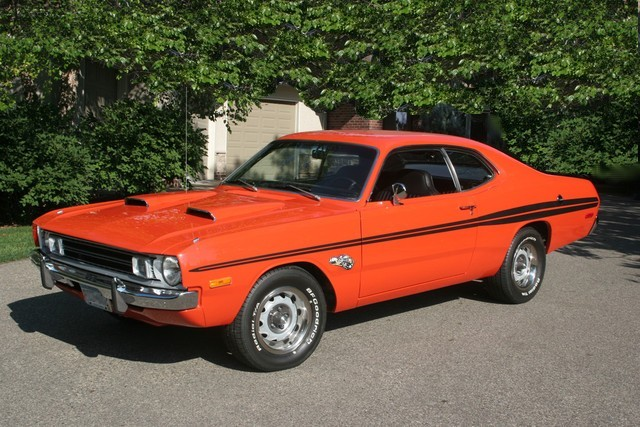
Modelo 1973.

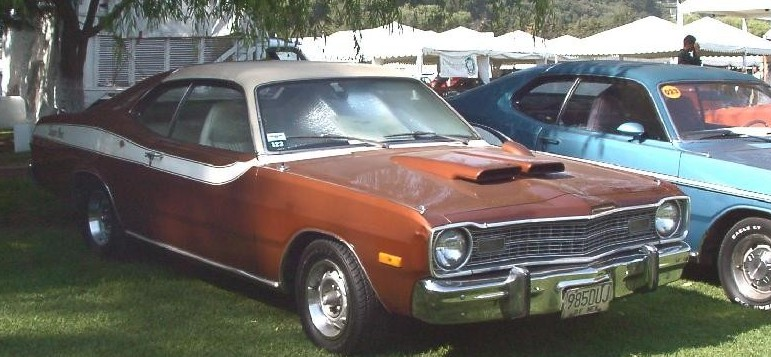
Modelo 1974.

El Valiant Super Bee fue introducido a principios de 1970 como un reemplazo para el deportivo previo de Chrysler: el Plymouth Barracuda. En México nunca existió oficialmente la marca Plymouth, ya que sus modelos fueron vendidos bajo la marca Dodge. Mecánicamente, el Barracuda compartía muchos componentes de motor, transmisión, suspensión y frenos con los compactos Dodge Dart y Chrysler Valiant, por lo que era bastante rentable. Sin embargo, para 1970 el Barracuda fue basado en una plataforma totalmente diferente, sobre la cual estaba basado también el Dodge Challenger, lo que propició que el Barracuda fuera más pesado y más costoso de producir en México, ya que se fabricaría como un automóvil con muchas piezas únicas que aumentarían su costo de venta al público, además de que el único motor V8 disponible en México era el de 318 plg³ (5,2 litros) con 270 HP (274 CV; 201 kW), el cual no se desempeñaría muy bien en el nuevo Barracuda. Así que los ingenieros de Chrysler decidieron descontinuar el Barracuda en 1969 y lanzaron el Super Bee en 1970, basándose en la variante semifastback de la plataforma A, misma que compartía con el Duster, pudiendo ser ordenado con caja de cambios manual A833 de cuatro velocidades con palanca al volante, o bien, la consola central con palanca al piso "Hurst" como opción; además se ofrecía una transmisión automática de 3 velocidades, velocímetro de 240 km/h (149 mph) y volante deportivo. Todos estos elementos eran estándar en el Super Bee, mientras que en sus equivalentes estadounidenses, el Dart Sport y el Plymouth Duster 340, eran opcionales. Este era un coche veloz, tanto que en muchas ocasiones superó fácilmente al Mustang.
Otras opciones eran el aire acondicionado y los asientos delanteros que se podían ordenar, tanto los individuales de baquet como los asientos de corrido; también podían ser ordenados en tela, velur/vinilo y tela. Por fuera tenía 2 líneas delgadas a los costados que se volvían ligeramente más gruesas después de la ventana trasera, muy similares a las del Dodge Dart Demon; en el cofre también encontrábamos 2 líneas gruesas. Opcionales en el cofre eran las dos tomas de aire de simulación y un tacómetro montado sobre el cofre totalmente funcional, su toque más icónico. Tuvo una gran aceptación y junto al Valiant Duster se volvió un éxito inmediato. Si alguien lo veía desde atrás, el enorme logotipo de "Super Bee" en una contrastante franja contorneada a las formas del cuarto trasero dejaba bien claro que no era un Duster cualquiera. Unas llantas Goodyear Super Eagle deportivas y llantas "Rally" completaban el paquete.
Para 1971, fue rediseñado de la parte delantera y trasera, basándose en el Demon estadounidense.
En 1972, tuvo como opción un spoiler trasero y nuevas tomas de aire en el cofre, además las líneas de «Super Bee» ya no surcaban todo el costado del auto, sino que bajaban desde el toldo, claramente inspiradas en las de los Road Runner de aquellos años, además de que mantiene la caja original de 4 cambios con frenos de tambor traseros y de disco al frente.
Para 1973, Chrysler de México generalizó el mismo frente para todos los vehículos de la plataforma A, que era el del nuevo Dodge Dart, así, el frente del Dart se usó en el Duster, Valiant, Super Bee y, por supuesto, en el Dart, con las calaveras y los paneles traseros siendo la única diferencia entre todos los autos.
El cambio más significativo llegó en 1974, ya que en ese año el motor V8 de 318 plg³ (5,2 litros) fue descontinuado y reemplazado por el nuevo V8 de 360 plg³ (5,9 litros) que producía 300 HP (304 CV; 224 kW), convirtiéndolo en el coche más rápido de México, ya que de 1975 to 1976, estos motores tenían más potencia en México que en los Estados Unidos, debido a que las leyes anticontaminantes eran menos estrictas en comparación con las de Estados Unidos. Incluso la Policía Federal de Caminos usó una versión modificada del Super Bee como patrulla, pese a ser un auto de dos puertas, más específicamente como interceptor policiaco y tuvieron un gran éxito durante la época, ya que era muy difícil encontrar algo más rápido.
Así que el 318 nacional era un motor único, pues tenía el cigüeñal forjado, árbol de levas, múltiple de admisión con un carburador Carter de 625 pies cúbicos por minuto (17,7 m³/min) y partes del tren motor del 340, aunado a cabezas especiales de alta compresión. El encendido electrónico se incorpora a partir de 1973. El chasis también recibía una inyección de rudeza. El diferencial era un Dana 44 a prueba de todo, con paso 3.54:1, mucho más corto para ayudar a la aceleración; la suspensión tenía barra de torsión y barra estabilizadora delantera.
Para 1975, la parrilla fue ligeramente rediseñada, con los cuartos delanteros más grandes y hundidos en la parrilla y la parte central de la misma más abultada, dándole un aspecto más agresivo. En 1976 se generalizó una vez más la misma parrilla para todos los vehículos Chrysler de la plataforma A; de esa manera el Duster, Super Bee, Valiant y Dart tenían el frente del Plymouth Valiant. Este fue el último año para los autos de la plataforma A, ya que al igual que en Estados Unidos fueron descontinuados a mediados de año.
Con el paso de cada año modelo, cambiaba en cuanto a detalles: diseño de franjas diferentes, las tomas de aire gemelas dieron paso a una sola toma de aire central con entradas dobles, pero su exitosa fórmula se mantuvo sin cambios significativos hasta 1975, aunque la realidad es que los 360 plg³ (5,9 litros) nunca fueron tan potentes como los 318 plg³ (5,2 litros). Estos motores tenían más potencia en México que en Estados Unidos, debido a que las leyes mexicanas contra la contaminación no eran tan estrictas. A partir de 1975, la toma de aire en el cofre desapareció, quedando solamente el tacómetro externo como indicativo de que el Duster que tenías ante tus ojos era una "Súper Abeja" y las franjas laterales, que clamaban "Super Bee 360". Todavía seguía siendo el coche más rápido de México, por mucho.

### Segunda generación

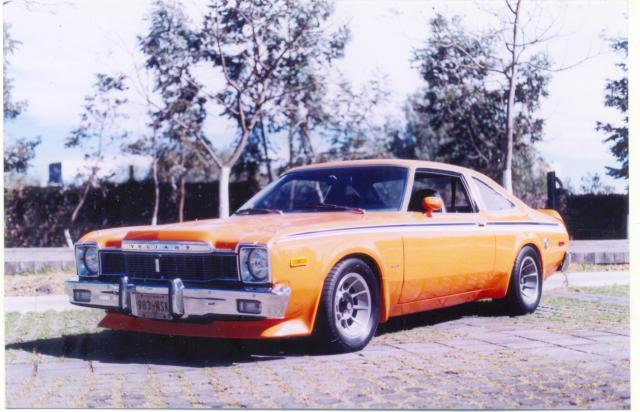
Modelo 1977.

En 1976, Chrysler presentó el nuevo Valiant Super Bee en la plataforma F del Dodge Aspen y Plymouth Volare estadounidenses. Este fue el último año en que la insignia Super Bee viera la luz en las carrocerías, aunque para el 2007 regresó en el Charger LX, basado en el SRT 8, pero vestido con pintura amarilla y detalles en negro mate en los que el logotipo "Super Bee" quedó impreso en los costados con un legado histórico que todavía mantiene la esencia del alto rendimiento de los vehículos Chrysler.
En 1977, se introduce al mercado la nueva plataforma F, que en Estados Unidos encarna al Dodge Aspen y Plymouth Volare; en Chrylser de México también comenzó a comercializarlos como el Dodge Dart, continuando la tradición y el Valiant Volare. Este último fue el heredero del paquete Super Bee.
Si bien ya no tenía las distintivas tomas de aire y tacómetro en el cofre, la segunda generación se distinguía por un "body kit" (paquete de carrocería) que lo dotaba de spoiler frontal, lodera para cada salpicaderas, rendijas horizontales para las ventanas laterales traseras y un alerón de "cola de pato", además del tratamiento gráfico con franjas a los costados y el logotipo de Super Bee por todos lados. Bajo el cofre portaba el mismo motor de 360 plg³ (5,9 litros) heredado de la generación anterior, mientras que el interior era mucho mejor equipado y más deportivo que el del Volare regular.
En esta época, el Super Bee enfrentó fuerte competencia en forma del Chevrolet Nova Malibú Rallye y, en menor medida, del Mustang II, cuya iteración mexicana tenía un V8. Se mantuvo sin demasiados problemas como el auto más rápido de México hasta 1980, último año del Super Bee nacional, que recibió faros cuadrados como regalo de despedida. Para 1981, la estafeta del alto rendimiento de Mopar en México sería transferida al Dodge Magnum.
Luego de la muerte del Super Bee mexicano, el legendario nombre estaría ausente durante 27 años, hasta que en 2007 el paquete Super Bee regresaría como un modelo especial del Charger del nuevo milenio, un sedán de 4 puertas que poco tenía que ver con el Charger de antaño y con el Super Bee nacional. Sin embargo, esta vez la "Súper Abeja" sí estuvo disponible en México con la misma especificación que en los demás países y dado que, a diferencia de los años 70, el mercado mexicano ya era uno de los más abiertos y globalizados del mundo.
Para los modelos 1978 y 1979, el Dodge Dart y el Valiant Volare fueron reestilizados, siendo el Dodge Dart, el Dodge Aspen, y el Valiant Volare del mercado del Plymouth Volare de Estados Unidos. Para el modelo 1980, tanto en el Dodge Dart y el Valiant Volare, incluido el deportivo Super Bee, recibió un nuevo frontal con faros rectangulares. El Dodge Dart de 1980 de dos puertas merece una mención especial, ya que se mantiene el tradicional frente del Dodge Aspen, la gran sorpresa fue en la parte trasera, que era del Dodge Diplomat. Para el año modelo 1981, se introdujo en México este último bajo el nombre de Dodge Dart, que sustituye al Dodge Aspen y fue considerado un coche de lujo.
Una versión deportiva del nuevo Dodge Dart 1981 sustituye al Valiant Super Bee llamado Dodge Magnum con una variación en las transmisiones: la de tres velocidades automática y el manual de cuatro velocidades. El Valiant Volare de 1981 y 1982 recibe la parte trasera de la Dodge Diplomat, similar al Dodge Dart 1980 de dos puertas. A mediados de 1982, todos estos vehículos fueron sustituidos por plataforma de la serie K, pero una vez más, México continua con la valiente serie Dart/Valiant y lo vende al mercado como la sexta generación llamándolo Valiant Volare K y Dodge Dart K. Para el modelo 1983, el Dodge 400 se convirtió en el deportivo Dodge Magnum 400, que para el modelo 1984 se convirtió en el primer automóvil con turbocompresor producido y vendido en México. Este coche es considerado como el descendiente directo del Super Bee mexicano. 

### Motores
| Código de motor | Cilindrada       | Diámetro x carrera               | Carburador        | Relación de compresión | Potencia máxima (SAE brutos)       | Par máximo (SAE brutos)         |
| --------------- | ---------------- | -------------------------------- | ----------------- | ---------------------- | ---------------------------------- | ------------------------------- |
| LA-series       | 318 plg³ (5,2 L) | 3,91 x 3,31 plg (99,3 x 84,1 mm) | Carter de 2 bocas | 9.2:1                  | 270 HP (274 CV; 201 kW) @ 4400 rpm | 320 lb·pie (434 N·m) @ 2000 rpm |
| LA-series       | 360 plg³ (5,9 L) | 4 x 3,58 plg (101,6 x 90,9 mm)   | Carter de 4 bocas | 8.4:1                  | 300 HP (304 CV; 224 kW) @ 4800 rpm | 320 lb·pie (434 N·m) @ 3600 rpm |

## Dodge Charger Super Bee

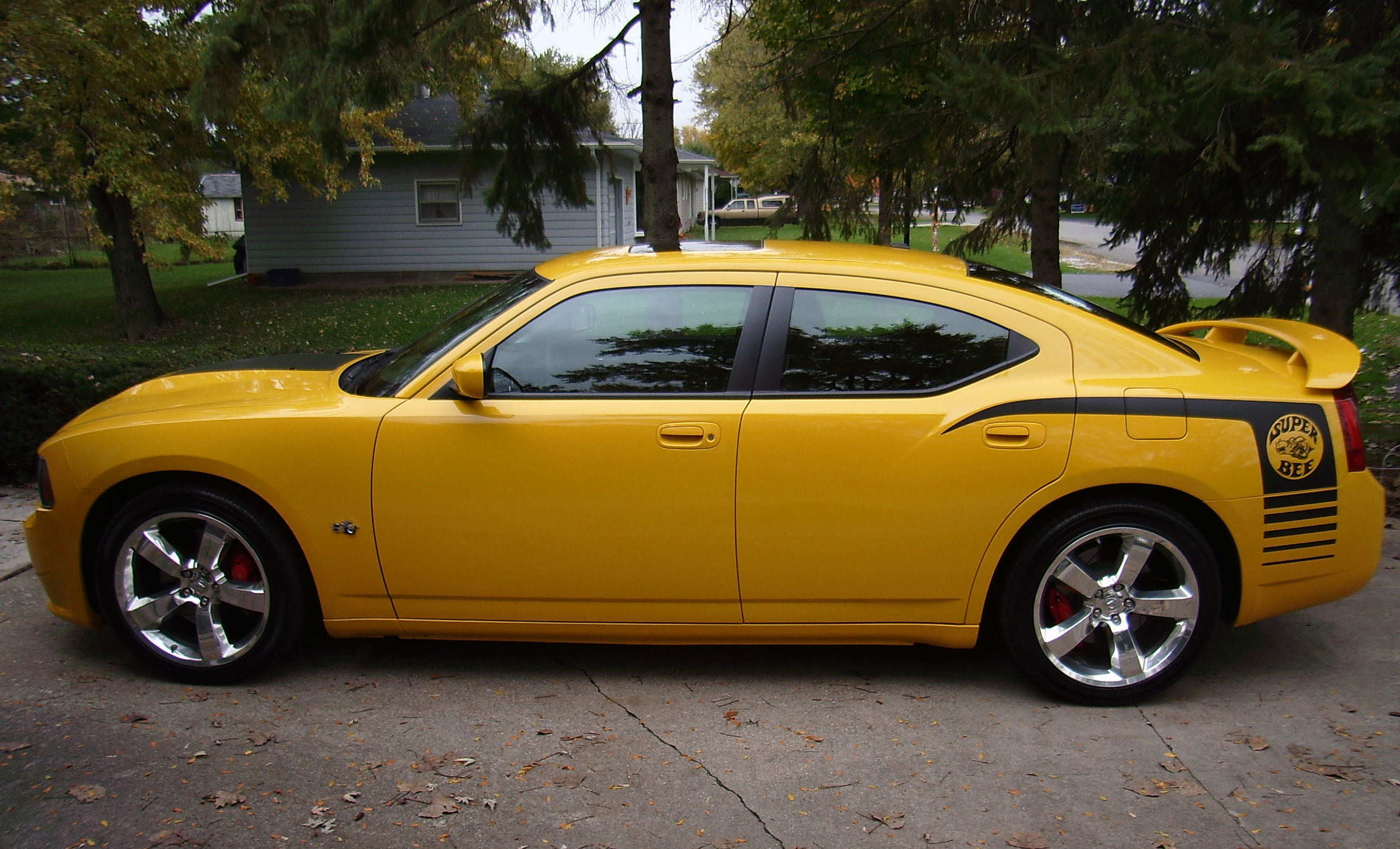
Vista de perfil.

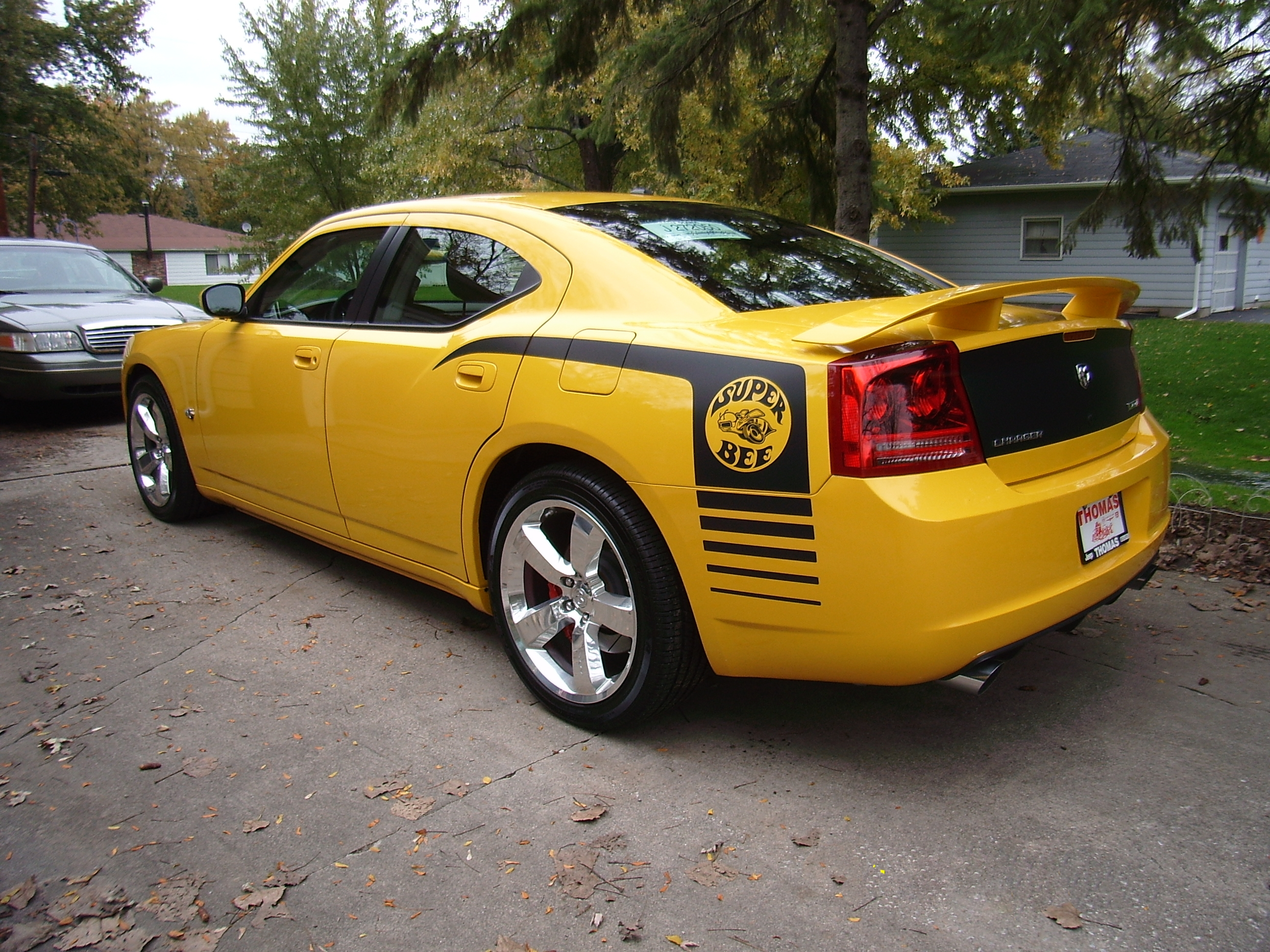
Vista trasera 3/4.

El nuevo modelo regresó en 2007 y se presentó en el Salón del Automóvil Internacional de Norteamérica como el Dodge Charger Super Bee, el cual fue una submarca del Charger LX y era básicamente un SRT-8, pero con pintura amarilla detonadora para que se pareciera más al tradicional logotipo. También tiene ciertos detalles en color negro como en el cofre, las salpicaderas y la cajuela. Estos tipos de colores lo hacían parecerse a una abeja. Las ruedas están pulidas en la parte de las llantas y este paquete no lo trae el SRT, ya que en lugar de pulirlos es solamente pintura plateada. Esta generación, basada en la plataforma LX de Chrysler, estuvo presente hasta 2009.
Bajo el cofre habita un V8 Hemi de 6059 cm³ (6,1 L; 369,7 plg³) con 425 HP (431 CV; 317 kW) y 420 lb·pie (569 N·m) de par máximo que presenta un comportamiento notable, ya que entrega toda la potencia en un rango de par muy amplio. La misma fuerza tiene el imponente sistema de frenos, con discos hiperventilados y pinzas (cálipers) pintadas en color rojo.
La realidad es que va más allá de ser un sedán rápido, ya que se trata de un vehículo de carácter verdaderamente deportivo, desde el sonido del V8; esa nota grave y ronca que solamente los motores de gran cilindrada norteamericanos saben emitir, la potencia del motor transferida a las ruedas traseras a través de una transmisión automática de cinco relaciones con modo manual y una capacidad notable para acometer curvas, algo que un muscle car clásico nunca pudo presumir.
Cabe señalar que aunque la caja mostró ser bastante eficiente encontrando la relación adecuada para cada circunstancia, se nota que el motor le ayuda mucho ya que al tener una curva de par muy plana, la transmisión no tiene que esforzarse demasiado para encontrar el punto en el que se pueda exprimir mayor jugo a la potencia de la mecánica, pero ya en conducción extrema los cambios si llegan a sentirse algo violentos y lentos.
Al desactivar el control de estabilidad debe hacerse con mucha prudencia, ya que las llantas podrían patinar con facilidad, si es que el drifting es motivo de interés, pero que en manos inexpertas puede desencadenar el sobreviraje y en consecuencia hasta un accidente.
En el interior se divide el habitáculo en dos: por un lado, los asientos deportivos forrados en piel de excelente calidad con el emblema de la abeja bordados son impresionantes; mientras que el tablero luce demasiado común, con plásticos que se notan duraderos, pero que por la apariencia y textura se sienten económicos.
El nivel de equipamiento es bastante elevado, con climatizador automático de dos zonas, equipo de audio con 11 bocinas, encendido automático de faros, bolsas de aire, control de tracción, ESP, etc.
Es una edición especial limitada del Charger SRT-8, un sedán para cinco pasajeros con una imagen agresiva muy congruente con lo que se espera de un muscle car norteamericano, además de que su manejo ya no se limita a ser rápido en rectas, sino que también puede ir en curvas muy bien.
Por otra parte, el interior es poco distintivo y los plásticos podrían ser de mejor calidad, mientras que el consumo de combustible puede ser elevado y las llantas de 20 pulgadas (50,8 cm) cromadas no lucen muy bien.